# Ingeborg Zerbes
Ingeborg Zerbes (* 1969) ist eine österreichische Juristin.

## Leben
Von 1997 bis 2005 war sie Österreich-Referentin am MPI für ausländisches und internationales Strafrecht, von 2000 bis 2002 wissenschaftliche Mitarbeiterin an der Universität Basel und von 2005 bis 2008 Stipendiatin der Österreichischen Akademie der Wissenschaften. Von 2011 bis 2019 war sie Professorin für Kriminalwissenschaften (deutsches, europäisches und internationales Strafrecht), Kriminologie und Kriminalpolitik an der Universität Bremen und Leiterin des Bremer Institut für Kriminalwissenschaften. Seit 2019 ist sie Professorin für Strafrecht und Strafprozessrecht am Institut für Strafrecht und Kriminologie der Universität Wien, außerdem in der Institutsleitung.
Ihre Forschungsschwerpunkte sind gesamtes Straf- und Strafprozessrecht (Wirtschaftsstrafrecht, internationales und europäisches Strafrecht, Grundprinzipien des Straf- und Strafprozessrechts, Zwangsmaßnahmen und geheime Ermittlungseingriffe im Strafprozessrecht, Rechtsvergleichung).
Ab November 2020 leitete sie die Untersuchungskommission zum Terroranschlag in Wien 2020 „zur Aufarbeitung möglicher Missstände im Vorfeld des Anschlags in der Wiener Innenstadt“.
Seit April 2021 ist Zerbes stellvertretende Rechtsschutzbeauftragte der Justiz.
Ingeborg Zerbes ist Mitglied in der Ständigen Deputation im Deutschen Juristentag, die die Deutschen Juristentage vorbereitet sowie Vorsitzende der Geheimdienstkontrollkommission.

## Schriften (Auswahl)
- Schuldausschluß bei Affekttaten. Eine Präzisierung der strafrechtlichen Zurechnungsunfähigkeit. Wien 1999, ISBN 3-211-83226-2.
- Spitzeln, Spähen, Spionieren. Sprengung strafprozessualer Grenzen durch geheime Zugriffe auf Kommunikation. Wien 2010, ISBN 3-7091-0006-2.
- mit Helmut Fuchs: Grundlagen und Lehre von der Straftat. Lehrbuch. Wien 2018, ISBN 3-7046-8042-7.